# Obdora
Obdora là một chi bướm đêm thuộc họ Erebidae.